# Верхньобільський
Верхньобі́льський (рос. Верхнебельский, башк. Верхнебельский) — село (колишнє селище) у складі Бєлорєцького району Башкортостану, Росія. Входить до складу Ніколаєвської сільської ради.
До 17 грудня 2004 року село входило до складу Тірлянської селищної ради.
Населення — 322 особи (2010; 417 в 2002).
Національний склад:
- росіяни — 46%
- башкири — 44%